# Adarnaz III. od Taoa
Adarnaz III. od Taoa (gruz. ადარნასე III; umro 896.), iz dinastije Bagrationi, bio je knez Tao-Klardžetije i nasljedni vladar Taoa s titulom eristavt-eristavi, "vojvoda od vojvoda".
Adarnaz je bio najstariji sin Gurgena I., čija smrt je uslijedila dinastičkim sukobima 891. godine.  Adarnazov mandat bio je kratkotrajan. Umro je šest godina nakon stupanja na vlast, a iza sebe je ostavio dva sina i kćer:
- David, najstariji Adarnazov sin, također je imao titulu eristavt-eristavi. Sigurno je bio vrlo mlad kad mu je otac umro, a dvojbeno je je li ikad vladao. Umro je 908. godine i nije ostavio potomka.[1]
- Gurgen II., "Veliki", vojvoda od Taoa
- Dinara, prozelitska kraljica Heretije

Naslijedio ga je Ašot Nezreli.